# 木柵集應廟

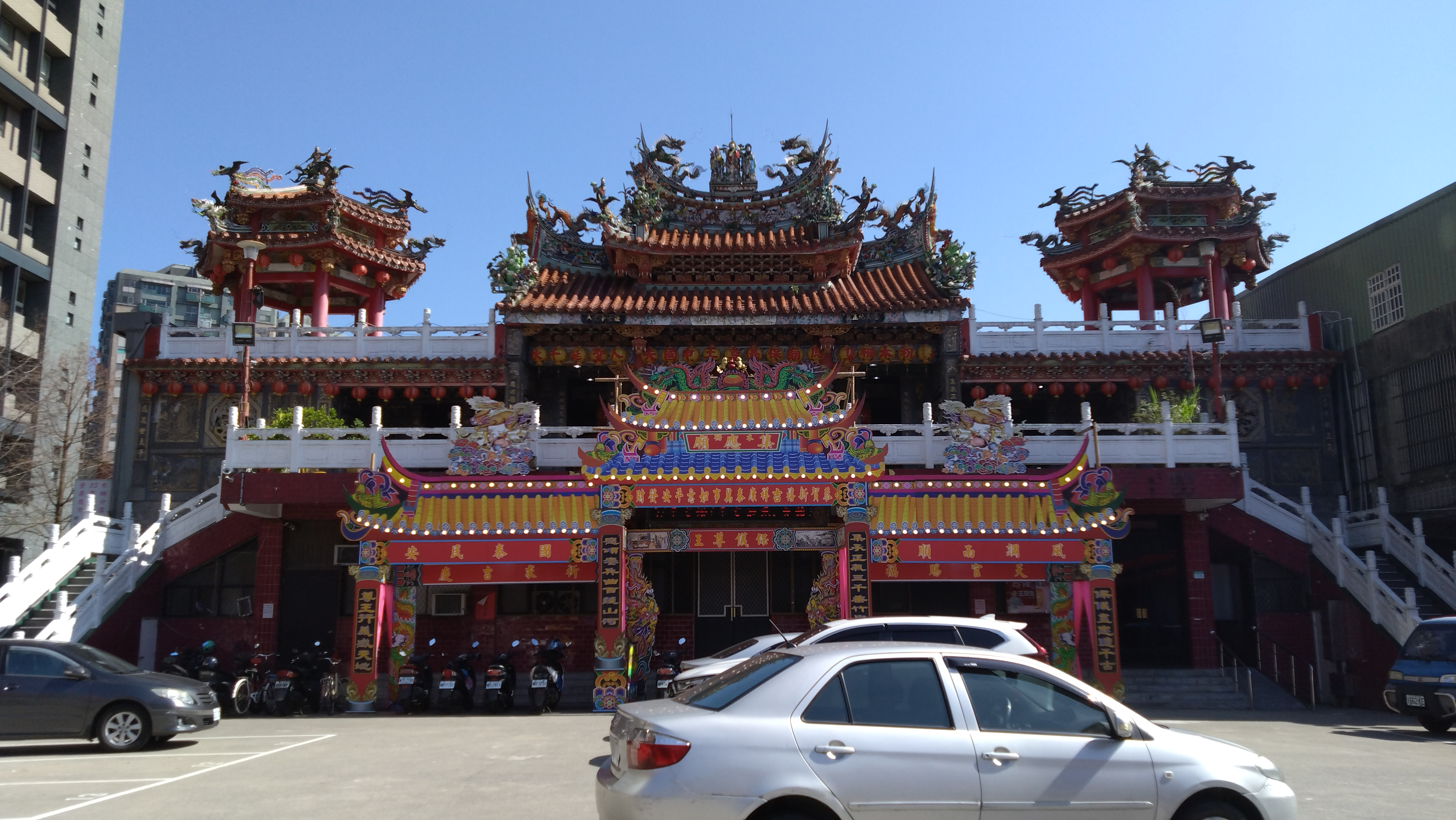
木柵集應廟外觀

木柵集應廟，又稱雙忠廟、尪公廟等。主祀雙忠（即尪公，保儀尊王與保儀大夫），位於臺北市文山區保儀路76號2樓，是來自福建省安溪縣大坪鄉的張姓先民創建的廟宇，分香自福建泉州安溪縣大坪集應廟。當地學子時常到本廟祈求考試金榜題名，只要來本廟祈禱的學子考中理想學校，廟方即會辦桌慶祝，俗稱「狀元宴」。

## 簡史
清康熙年間，福建省安溪縣大坪有高、林、張三姓移民，前往臺灣臺北，由大坪集應廟奉請尪公（保儀尊王）聖像、夫人媽（保儀尊王的配偶，封「申國夫人」，又稱尪媽或尪娘）聖像與香爐，隨行護佑，議定三姓輪流奉祀，而後三姓人士各自開墾北投、淡水、景美、木柵、大安、新店、深坑、石碇各地。
清文宗咸豐三年（1853年）發生頂下郊拚事件，臺北情勢嚴峻，三姓人士決議各自避禍，取出三聖物：尪公聖像、夫人媽聖像、香爐，拈鬮分配，高姓人士拈得尪公聖像，張姓人士拈得香爐，林姓人士拈得夫人聖像。三姓人士各自請藝師雕塑其餘缺乏之神像，日後高姓人士建景美集應廟、張姓人士建木柵集應廟、林姓人士建萬隆集應廟這三座雙忠廟。
清德宗光緒甲午年（西元1894年）張姓人士建廟，1978年重修，建造二樓廟宇。

## 祀神

### 主祀
主祀雙忠，即唐朝安史之亂時死守睢陽而殉難的張巡、許遠兩位忠臣。。

## 資料來源
1. 1 2  . （原始内容存档于2020-09-26） （中文（臺灣））.
2. ↑  羅智華. . 人間福報. 2003-11-05  [2021-04-14]. （原始内容存档于2021-04-13） （中文（臺灣））.
3. ↑  協和工商資料處理科-集順廟 的存檔，存档日期2014-10-26.

## 外部連結
- 木柵集應廟 （页面存档备份，存于）
- 木柵連出二狀元 集應廟席開百桌 （页面存档备份，存于）